# Niguza eucesta
Niguza eucesta är en fjärilsart som beskrevs av Turner 1909. Niguza eucesta ingår i släktet Niguza och familjen nattflyn. Inga underarter finns listade i Catalogue of Life.